# Перелік наукових фахових видань з геологічних наук
Видання, які включені до чинного Переліку наукових фахових видань України, в яких можуть публікуватися результати дисертаційних робіт на здобуття наукових ступенів доктора наук, кандидата наук та ступеня доктора філософії з геологічних наук, позначені відповідною категорією («А»/«Б»).

## Журнали
- Вісник Київського національного університету імені Тараса Шевченка. Серія «Геологія», 18.12.2018. Категорія «А»[1]
- Вісник Львівського університету. Серія геологічна, 25.10.2023. Категорія «Б»[1]
- Вісник Одеського національного університету. Серія: Географічні та геологічні науки (Одеський національний університет імені І. І. Мечникова), 17.03.2020. Категорія «Б»[1]
- Вісник Харківського національного університету імені В. Н. Каразіна. Серія «Геологія. Географія. Екологія» (Харківський національний університет імені В. Н. Каразіна), 28.12.2019. Категорія «А»[1]
- GEO&BIO (Національний науково-природничий музей НАН України), 24.09.2020. Категорія «Б»[1]
- Геодинаміка (НУ «Львівська політехніка»), 17.03.2020. Категорія «А»[1]
- Геоінформатика (Центр менеджменту та маркетингу в галузі наук про Землю Інституту геологічних наук НАН України).
- Геологічний журнал (Інститут геологічних наук НАН України), 02.07.2020. Категорія «Б»[1]
- Геологія і геохімія горючих копалин (Інститут геології і геохімії горючих копалин НАН України), 07.04.2022. Категорія «Б»[1]
- Геологія і корисні копалини Світового океану (Відділення морської геології та осадочного рудоутворення Національного науково-природничого музею НАН України), 15.04.2021. Категорія «Б»[1]
- Геолого-мінералогічний вісник Криворізького національного університету (Криворізький національний університет), 26.11.2020. Категорія «Б»[1]
- Геотехнічна механіка (Інститут геотехнічної механіки НАН України), 02.07.2020. Категорія «Б»[1]
- Геофізичний журнал (Інститут геофізики ім. С. І. Субботіна НАН України), 02.07.2020. Категорія «А»[1]
- Геохімія та рудоутворення (Інститут геохімії, мінералогії та рудоутворення НАН України), 02.07.2020. Категорія «Б»[1]
- Геохімія техногенезу (Інститут геохімії навколишнього середовища НАН України), 29.06.2021. Категорія «Б»[1]
- Доповіді НАН України.
- Екологія довкілля та безпека життєдіяльності (НАН України, МОН України, Міністерство екології та природних ресурсів України, Інститут геологічних наук НАН України, Товариство «Знання» України).
- Журнал з геології, географії та екології (Дніпровський національний університет імені Олеся Гончара), 18.12.2018. Категорія «А»[1]
- Записки Українського мінералогічного товариства (Українське мінералогічне товариство).
- Історико-географічні дослідження в Україні (Інститут історії України НАН України), 21.02.2024. Категорія «Б»[1]
- Космічна наука і технологія (Національна академія наук України), 24.09.2020. Категорія «А»[1]
- Коштовне та декоративне каміння. (Гемологічний центр Міністерства фінансів України).
- Мінералогічний журнал. (Інститут геохімії, мінералогії та рудоутворення НАН України), 17.03.2020. Категорія «А»[1]
- Мінералогічний збірник (Львівський національний університет імені Івана Франка), 21.02.2024. Категорія «Б»[1]
- Мінеральні ресурси України (Український державний геологорозвідувальний інститут), 17.03.2020. Категорія «Б»[1]
- Наукові праці Донецького національного технічного університету. Серія «Гірничо-геологічна». 29.06.2021. Категорія «Б»[1]
- Науковий вісник Івано-Франківського національного технічного університету нафти і газу.
- Науковий вісник Національного гірничого університету (Національний технічний університет «Дніпровська політехніка»), 07.05.2019. Категорія «А»[1]
- Нафтова і газова промисловість. (Івано-Франківський державний технічний університет нафти і газу).
- Палеонтологічний збірник (Львівський національний університет імені Івана Франка Міносвіти і науки України), 27.04.2023. Категорія «Б»[1]
- Проблеми та перспективи нафтогазової промисловості (ДП «Науково-дослідний інститут нафтогазової промисловості» НАК «Нафтогаз України»), 17.03.2020. Категорія «Б»[1]
- Розвідка та розробка нафтових і газових родовищ (Івано-Франківський національний технічний університет нафти і газу МОН України), 17.03.2020, 20.06.2023. Категорія «Б»[1]
- Тектоніка і стратиграфія. (Інститут геологічних наук НАН України).
- Український антарктичний журнал (Державна установа «Національний антарктичний науковий центр», Інститут геологічних наук НАН України, КНУ імені Тараса Шевченка, НТУУ «КПІ»), 20.12.2023. Категорія «А»[1]
- Український журнал дистанційного зондування Землі (ДУ «Науковий центр аерокосмічних досліджень Землі» Інституту геологічних наук НАН України"), 02.07.2020. Категорія «Б»[1]

## Збірники наукових праць
- Збірник наукових праць Інституту геологічних наук НАН України (Інститут геологічних наук НАН України), 02.07.2020. Категорія «Б»[1]
- Збірник наукових праць Інституту геохімії навколишнього середовища НАН України та МНС України.
- Збірник наукових праць Національної гірничої академії України.
- Збірник наукових праць Українського державного геологорозвідувального інституту.
- Питання розвитку газової промисловості (Укр НДІГаз, м. Харків).
- Пошукова та екологічна геохімія (НАН України, Інститут геохімії, мінералогії та рудоутворення НАН України).
- Праці Наукового товариства ім. Тараса Шевченка. (м. Львів).
- Проблеми нафтогазової промисловості (ДП «НДІ нафтогазової промисловості» НАК «Нафтогаз України»).
- Проблеми прикладної геохімії (Інститут геохімії, мінералогії та рудоутворення НАН України, Інститут прикладних проблем екології, геофізики та геохімії, ТОВ «КАРБОН-ЛТД»).